# Tadeusz Rybczynski
Tadeusz Mieczyslaw Rybczynski (* 1923; † 1998) war ein polnisch-englischer Wirtschaftswissenschaftler.

## Leben
Rybczynski studierte an der London School of Economics; machte dort seinen Bachelor of Commerce und den Master of Science. 1955 entwickelte er das nach ihm benannte Rybczynski-Theorem. Später arbeitete er als Berater bei der US-amerikanischen Investmentbank Lazard. Außerdem war er Gastprofessor an der City University London, Mitglied der Royal Economic Society und Vizepräsident der British Association for the Advancement of Science.
1983 bekam er die Bernhard-Harms-Medaille durch die Christian-Albrechts-Universität zu Kiel.

## Schriften
- Factor endowment and relative commodity prices. Economica (1955): 336–341.
- Industrial finance system in Europe, US and Japan. Journal of Economic Behavior & Organization 5.3 (1984): 275–286.
- The sequencing of reform. Oxford Review of Economic Policy (1991): 26–34.